# Wereldkampioenschap voetbal 2018 (Groep F) Duitsland - Mexico
Dit artikel gaat over de wedstrijd in de groepsfase in groep F tussen Duitsland en Mexico die gespeeld werd op zondag 17 juni 2018 tijdens het wereldkampioenschap voetbal 2018. Het duel was de negende wedstrijd van het toernooi.

## Voorafgaand aan de wedstrijd
- Duitsland stond bij aanvang van het toernooi op de eerste plaats van de FIFA-wereldranglijst.[1]
- Mexico stond bij aanvang van het toernooi op de vijftiende plaats van de FIFA-wereldranglijst.[2]
- De confrontatie tussen de nationale elftallen van Duitsland en Mexico vond elf keer eerder plaats. Hiervan won Duitsland er vijf, het werd vijfmaal gelijk en Mexico won één keer.[3]
- Het duel vond plaats in het Olympisch Stadion Loezjniki in Moskou. Dit stadion werd in 1956 geopend en heeft een capaciteit van 81.000.

## Wedstrijdgegevens[4]
| Datum                | 17 juni 2018                                                                                              | 17 juni 2018                                                                                              |
| Wedstrijdnummer      | 10 | 10 |
| Stadion              | Olympisch Stadion Loezjniki, Moskou                                                                       | Olympisch Stadion Loezjniki, Moskou                                                                       |
| Toeschouwers         | 78.011 | 78.011 |
| Scheidsrechter       | Alireza Faghani                                                                                           | Alireza Faghani                                                                                           |
| Assistenten          | Reza Sokhandan Mohammadreza Mansouri                                                                      | Reza Sokhandan Mohammadreza Mansouri                                                                      |
| Vierde official      | Mohammed Abdulla Mohamed                                                                                  | Mohammed Abdulla Mohamed                                                                                  |
| Videoscheidsrechters | Massimiliano Irrati Carlos Astroza (assistent) Wilton Pereira Sampaio (assistent) Mark Geiger (assistent) | Massimiliano Irrati Carlos Astroza (assistent) Wilton Pereira Sampaio (assistent) Mark Geiger (assistent) |
| Man van de wedstrijd | Hirving Lozano                                                                                            | Hirving Lozano                                                                                            |
|                      | Duitsland                                                                                                 | Mexico |
| Doelpunten           | 0 | 1 |
| Gele kaarten         | 2 | 2 |
| Rode kaarten         | 0 | 0 |
| Wissels              | 3 | 3 |
| Schoten op doel      | 9 | 4 |
| Schoten naast doel   | 8 | 7 |
| Overtredingen        | 10 | 16 |
| Hoekschoppen         | 8 | 1 |
| Buitenspel           | 1 | 1 |
| Balbezit (%)         | 66 | 34 |

| Duitsland | 0 – 1           | Mexico |
| | goals (assists) | 35' Hirving Lozano (Javier Hernández) |
| Joachim Löw | bondscoach      | Juan Carlos Osorio |
| Manuel Neuer Joshua Kimmich Jérôme Boateng Mats Hummels Marvin Plattenhardt 79' Sami Khedira 60' Toni Kroos Thomas Müller Mesut Özil Julian Draxler Timo Werner 86' | opstellingen    | Guillermo Ochoa Carlos Salcedo Hugo Ayala Héctor Moreno Jesús Gallardo Héctor Herrera 74' Andrés Guardado Miguel Layún 58' Carlos Vela 66' Hirving Lozano Javier Hernández |
| Marco Reus 60' Mario Gómez 79' Julian Brandt 86' | wissels         | 58' Edson Álvarez 66' Raúl Jiménez 74' Rafael Márquez |
| Thomas Müller 83' Mats Hummels 84' | gele kaarten    | 40' Héctor Moreno 90' Héctor Herrera |
| | rode kaarten    | |